# Communauté de communes Provence Luberon Durance
La communauté de communes Provence Luberon Durance (CCPLD) est une ancienne communauté de communes française, située dans le département de Vaucluse et la région Provence-Alpes-Côte d'Azur. À la suite de sa dissolution, elle a fusionné le 1er janvier 2014 avec la communauté de communes de Coustellet et deux communes isolées pour former la communauté de communes Luberon Monts de Vaucluse.

## Composition
La communauté de communes Provence Luberon Durance (CCPLD) était basée à Cavaillon. Lors de sa dissolution, elle était composée des 4 communes suivantes :
| Nom               | Code Insee | Gentilé       | Superficie (km2) | Population (dernière pop. légale) | Densité (hab./km2) |
| ----------------- | ---------- | ------------- | ---------------- | --------------------------------- | ------------------ |
| Cavaillon (siège) | 84035      | Cavaillonnais | 45,96            | 26 201 (2014)                     | 570                |
| Cheval-Blanc      | 84038      | Chevalblanais | 58,56            | 4 092 (2014)                      | 70                 |
| Mérindol          | 84074      | Mérindolais   | 26,59            | 2 011 (2014)                      | 76                 |
| Taillades         | 84131      | Tailladais    | 6,86             | 1 960 (2014)                      | 286                |

Toutes ces communes sont localisées autour de la Durance, proche de la pointe ouest de petit Luberon, entre le département de Vaucluse et celui des Bouches-du-Rhône.

## Présidents
| Période | Période | Identité            | Étiquette | Qualité                                               |
| ------- | ------- | ------------------- | --------- | ----------------------------------------------------- |
|         | 2008    | Maurice Giro        | UMP       | Député, maire de Cavaillon                            |
| 2008    | 2012    | Jean-Claude Bouchet | UMP       | Député, maire de Cavaillon, ancien conseiller général |
| 2012    | 2013    | Gérard Daudet       | UMP       | Adjoint au maire de Cavaillon                         |

## Compétences
- Collecte et traitement des déchets des ménages et déchets assimilés
- Politique du cadre de vie
- Protection et mise en valeur de l'environnement
- Création, aménagement, entretien et gestion de zone d'activités industrielle, commerciale, tertiaire, artisanale ou touristique
- Action de développement économique (Soutien des activités industrielles, commerciales ou de l'emploi, soutien des activités agricoles et forestières...)
- Tourisme
- Construction ou aménagement, entretien, gestion d'équipements ou d'établissements culturels, socioculturels, socioéducatifs, sportifs
- Activités culturelles ou socioculturelles
- Activités sportives
- Schéma de cohérence territoriale (SCOT)
- Schéma de secteur
- Plans locaux d'urbanisme
- Création et réalisation de zone d'aménagement concerté (ZAC)
- Constitution de réserves foncières
- Aménagement rural
- Délivrance des autorisations d'occupation du sol (Permis de construire...)
- Création, aménagement, entretien de la voirie
- Droit de préemption urbain (DPU) pour la mise en œuvre de la politique communautaire d'équilibre social de l'habitat
- Réalisation d'aire d'accueil ou de terrains de passage des gens du voyage

## Autres adhésions
- Syndicat mixte intercommunautaire pour l'étude, la construction et l'exploitation d'unités de traitement des ordures ménagères de la région de Cavaillon (Sieceutom)
- Syndicat mixte du parc naturel régional du Luberon
- Syndicat mixte de défense et de valorisation forestière (smdvf)
- Syndicat mixte charge du schéma de cohérence territoriale de la région de Cavaillon

## Historique
La communauté de communes est créée le 31 décembre 2001.

## Sources
- Le splaf - (Site sur la Population et les Limites Administratives de la France)
- La base aspic du Vaucluse - (Accès des Services Publics aux Informations sur les Collectivités)